# Flez
Der Begriff Flez (auch in den Schreibweisen „Flätz“ oder „Fletz“ bekannt) stammt aus dem mittelhochdeutschen Sprachgebrauch (vlëz) und bezeichnete einen gepflasterten Raum oder einen Fußboden. Besonders in Süddeutschland, Österreich und der Schweiz war dieser Begriff geläufig. Er kommt vor allem in historischen Bauernhäusern, Pfarrhäusern und anderen öffentlichen Gebäuden vor. Es beschreibt einen zentralen Raum, der früher in ländlichen oder bürgerlichen Häusern eine wichtige funktionale Rolle spielte.

## Bedeutung und Nutzung

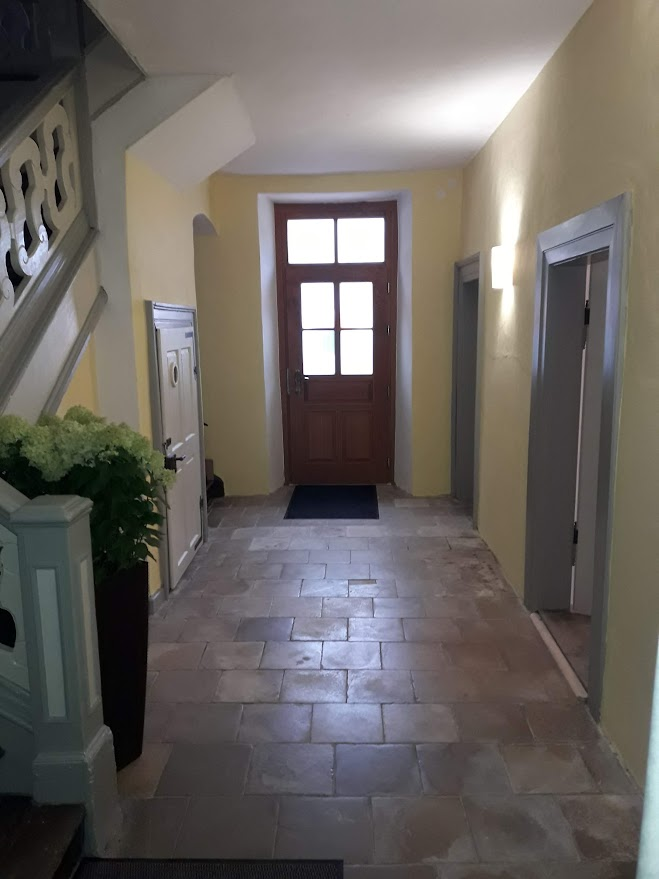
„Flez“ im ehem. Pfarrhaus Cronheim

### Flur oder Eingangsbereich
In vielen traditionellen Gebäuden war der Flez ein zentraler Raum direkt hinter dem Eingang. Er diente als Verteiler zu anderen Bereichen des Hauses, etwa zur Küche, Wohnstube oder zu Lagerräumen.

### Gemeinschaftlicher Versammlungsraum
Der Flez hatte häufig eine multifunktionale Funktion und war mehr als nur ein Flur. Er konnte auch als Treffpunkt genutzt werden – etwa für gemeinsames Arbeiten, Essen oder Besprechungen. In Pfarrhäusern und Rathäusern fand man solche Räume ebenfalls, wo sie als Veranstaltungs- oder Versammlungsort dienten.

### Funktion im Bauernhaus
Besonders in ländlichen Bauernhäusern erfüllte der Flez verschiedene Zwecke. Er war ungeheizt und diente als Übergangsraum zwischen dem Wohnbereich und dem Außenbereich. Außerdem fand man hier oft Lagerflächen oder Arbeitsplätze für den Alltag auf dem Hof.

### Architektonische Merkmale
Die Gestaltung des Flez war meist einfach und auf die Funktionalität ausgelegt, ohne dekorative Elemente. Naturstein- oder Holzfußböden waren weit verbreitet. Oft war der Grundriss rechteckig und der Raum erstreckte sich in Längsrichtung durch das Gebäude.